# شبکه آدرس‌دهی محتوا
شبکه آدرس‌دهی محتوا (به انگلیسی: Content Addressable Network) یا (CAN) به شبکه‌های توزیع شده و غیر متمرکزی گفته می‌شوند که امکان ایجاد جدول درهم سازی را در مقیاس‌های بزرگ مانند اینترنت فراهم می‌آورند. CAN یکی از چهار پیاده‌سازی جدول درهم‌سازی توزیع شده است که سه تای دیگر کورد،پیستری و تپستری هستند.